# Böhlen (Sassonia)
Böhlen è una città di 6 776 abitanti della Sassonia, in Germania. Appartiene al circondario di Lipsia.
A Böhlen corre il fiume Pleiße.